# Еван Голдберг
Еван Д. Голдберг (енгл. Evan D. Goldberg; Ванкувер, 15. септембар 1982) канадски је сценариста, продуцент, комичар и редитељ. Сарађивао је са својим пријатељем из детињства Сетом Рогеном на филмовима: Кул момци, Ананас експрес, Апокалипса у Холивуду, Интервју и Добри момци.

## Приватни живот
Голдберг је рођен у Ванкуверу, у Британској Колумбији, у јеврејској породици. Одрастао је у Марполу. Похађао је Средњу школу Појнт Греј (где је упознао и спријатељио се с Сетом Рогеном) и Универзитет Макгил, а ожењен је за Лису Јадавију.

## Филмографија

### Филм
| Година | Српски назив                | Изворни назив | Редитељ | Сценариста | Продуцент | Notes                                 |
| ------ | --------------------------- | ------------- | ------- | ---------- | --------- | ------------------------------------- |
| 2007.  | Кул момци                   |               | Не      | Да         | Извршни   |                                       |
| 2007.  | Џеј и Сет против апокалипсе |               | Не      | Да         | Не        | кратки филм                           |
| 2008.  | Ананас експрес              |               | Не      | Да         | Извршни   |                                       |
| 2011.  | Зелени Стршљен              |               | Не      | Да         | Извршни   |                                       |
| 2011.  | Избацивач                   |               | Не      | Да         | Не        |                                       |
| 2012.  | Ванземаљци из комшилука     |               | Не      | Да         | Не        |                                       |
| 2013.  | Апокалипса у Холивуду       |               | Да      | Да         | Да        | редитељ са Сетом Рогеном              |
| 2014.  | Интервју                    |               | Да      | Прича      | Да        | редитељ са Сетом Рогеном              |
| 2015.  | Ноћ уочи Божића             |               | Не      | Да         | Да        |                                       |
| 2016.  |                             |               | Не      | Да         | Да        |                                       |
| 2016.  | Лоше комшије 2              |               | Не      | Да         | Да        |                                       |
| 2017.  | Град банана                 |               | Да      | Не         | Не        | редитељ са Сетом Рогеном; кратки филм |
| 2017.  | Роњење са контејнером       |               | Да      | Не         | Не        | редитељ са Сетом Рогеном; кратки филм |